# Santa Prisca (titre cardinalice)
Le titre cardinalice de Santa Prisca (Sainte-Prisca) est érigé par le pape Évariste en 112 en l'honneur de Sainte Prisca que la tradition reconnait comme première femme martyre. 
Il est rattaché à l'église Santa Prisca qui se trouve sur l'Aventin, dans le rione Ripa à Rome.

## Titulaires
| - Domenico (494-?) - Mauro (590-?) - Adeodato (604?-?) - Giovanni (731 ou 735-745) - Domenico (745-761) - Ermogene (761-?) - Giovanni (853-?) - Odéric (1066-?) Abbé de la l’Abbaye de la Trinité de Vendôme - Gregorio (1088-1094) - Geoffroy, O.S.B. (1094-1099) Abbé de l'abbaye de la Trinité de Vendôme - Gerardo (1099- 1100) - Romano (1110- 1115) - Gerardo (ou Guirardo) (1115-1120) - Gregorio (1120-1121) - Pietro (1121-1122) - Errico (1126 ou 1129-1130) - Gregorio (1130?-1138) - Raniero (1138-1146) - Astaldo degli Astalli (it) (1151-1161) - Uberto (1159?- 1180) - Giovanni Colonna, (1193-1205) - Pierre Arnaud, O.S.B. (1305-1306) - Arnaud Nouvel, O.Cist. (1310-1317) - Simon d'Archiac (1320-1323) - Jacques Fournier, O.Cist. (1327-1334), élu pape Benoît XII - Gozzio (ou Gotius) Battaglia (1338-1348) - Bertrand Lagier, O.F.M. (1371-1375) - Agapito Colonna (1378-1380) - Giacomo d'Itri (ou de Viso) (1378-1387), pseudo-cardinal de l'antipape Clément VII - Pietro Pileo di Prata (1387-1391) - Zbigniew Olesnicki (1440-1455) - Juan de Mella (1456-1465) - Juan de Castro (1496-1506) - Niccolò Fieschi (1506-1511); in commendam (1511-1524) - Andrea della Valle (1525-1533) - Gianvincenzo Carafa (1537) - Rodolfo Pio (1537-1543) - Bartolomeo Guidiccioni (1543-1549) - Federico Cesi (ou Cesa) (1550-1557) - Giovanni Angelo de' Medici (1557-1559), élu pape sous le nom de Pie IV - Jean Bertrand (1560) - Jean Suau (1560-1566) - Bernardo Salviati (1566-1568) | - Antoine Perrenot de Granvelle (1568-1570) - Stanislaw Hosius (1570) - Girolamo da Correggio (1570) - Giovanni Francesco Gambara (1570-1572) - Alfonso Gesualdo di Conza (1572-1578) - Flavio Orsini (1578-1581) - Pedro de Deza Manuel (1584-1587) - Girolamo Simoncelli (1588-1598) - Benedetto Giustiniani (1599-1611) - Bonifazio Bevilacqua Aldobrandini (1611-1613) - Carlo Conti di Poli (1613-1615) - Tiberio Muti (1616-1636) - Francesco Adriano Ceva (1643-1655) - Giulio Gabrielli (1656-1667) - Carlo Pio di Savoia (1667-1675) - Alessandro Crescenzi (1675-1688) - Marcello Durazzo (1689-1701) - Giuseppe Archinto (1701-1712) - Francesco Maria Casini, O.F.M.Cap. (1712-1719) - Giovanni Battista Salerni, S.J. (1720-1726) - Luis Belluga y Moncada (1726-1737) - Silvio Valenti Gonzaga (1740-1747) - Mario Millini (1747-1748) - Ludovico Merlini (1760-1762) - Francesco Mantica (1801-1802) - Francesco Maria Pandolfi Alberici (1832-1835) - Giuseppe Alberghini (1835-1847) - Miguel García Cuesta (1862-1873) - Tommaso Maria Martinelli, O.S.A. (1875-1884) - Michelangelo Celesia, O.S.B. (1884-1887) - Luigi Sepiacci, O.S.A. (1891-1893) - Domenico Ferrata (1896-1914) - Vittorio Amedeo Ranuzzi de' Bianchi (1916-1927) - Henri Binet (1927-1936) - Adeodato Giovanni Piazza, O.C.D. (1937-1949) - Angelo Giuseppe Roncalli (1953-1958), élu pape sous le nom de Jean XXIII - Giovanni Urbani (1958-1962) - José da Costa Nunes (1962-1976) - Giovanni Benelli (1977-1982) - Alfonso López Trujillo (1983-2001) - Justin Francis Rigali (2003- ) |